# صخره‌دری (سرده)
صخره‌دری (نام علمی: Graellsia) نام یک سرده از تیره شب‌بویان است.